# Hospital Benchimol de Tánger
El Hospital Benchimol de Tánger (1904 - 2010) fue un hospital de la comunidad judía tangerina creado en 1904 por iniciativa filantrópica de Haim Benchimol, en cuyo recuerdo recibió dicho nombre. Como otros edificios históricos de Tánger, no ha sobrevivido a la presión urbanística, que ha llevado a su derribo en los primeros días del mes de abril de 2010.

## La Junta Representativa de la comunidad israelita de Tánger. Haim Benchimol
La historia del Hospital Benchimol está ligada a los cambios experimentados por la comunidad israelita de Marruecos a finales del siglo XIX, en un complejo contexto de modernización del país por iniciativas internas y presiones europeas. 
En la comunidad hebrea de Tánger, capital diplomática del Imperio Jerifiano, surgió en aquella época un movimiento de renovación que propugnaba la constitución de una Junta Representativa que sustituyera a la ya existente Junta Selecta como organismo rector de los asuntos colectivos. Su objetivo era crear un organismo cuyos representantes fueran elegidos por sufragio, lo que permitiría el protagonismo del sector más joven y liberal frente a la tradicional jerarquía de tipo religioso.

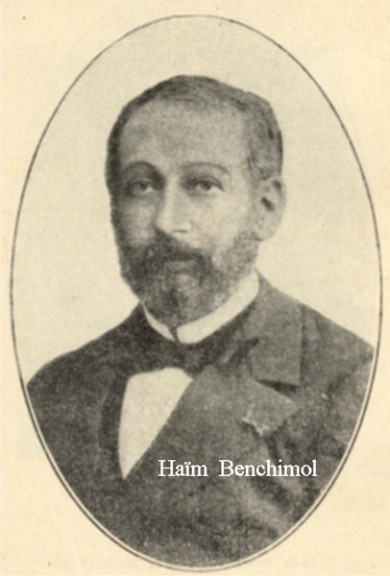

El principal promotor de la nueva junta fue Haim Benchimol. Benchimol era miembro de una destacada familia judía tangerina. Como su padre, Abraham Benchimol, fue protegido francés y dragomán (traductor, intérprete) de la Legación de Francia, donde llegó a alcanzar tal influencia que, como señala Mohammed Kenbib, fue acusado de haberse convertido en su “auténtico dueño” y de utilizarla en su propio beneficio. Benchimol fue también director del periódico Le Réveil du Maroc, desde la muerte de su fundador Levy Cohen en 1899 hasta 1906. Además, fue director del banco Transat, miembro fundador de la Alianza Israelita Universal y de la Alianza Francesa en Marruecos y representante de la compañía de transportes marítimos Havas. Se le considera como el iniciador de la masonería en Marruecos.
Según Isaac Laredo, la constitución de la Junta Representativa en una asamblea presidida por Benchimol suscitó la oposición del rabino Mordechai Bengio, jefe de la anterior junta. Dicha oposición se tradujo en dificultades para hacerse con la principal fuente de ingresos de la comunidad: los impuestos sobre la carne kosher. Laredo afirma que a la Junta Representativa «no se le entregaba la Caja; los rabinos sacrificadores de reses y varios carniceros se negaban a aceptar los tiquetes del impuesto, sellados por la nueva Junta». El conflicto se resolvió cuando Benchimol y Bengio fueron llamados al palacio de la Alcazaba de Tánger por el bajá de la ciudad, ben Abdessadak, quien aprobó el nuevo organismo. Según Laredo, la junta presidida por Benchimol duró diez años y «emprendió valientemente la reorganización de todos los servicios de la Comunidad: culto, enseñanza y beneficencia, que han merecido la aprobación en Tánger y en otras poblaciones marroquíes que han ido copiando las reformas de hace cerca medio siglo [sic]».

## Orígenes del Hospital Benchimol
Uno de los principales proyectos de la Junta Representativa fue la construcción de un nuevo hospital hebreo. El Hospital Benchimol o Asilo-Hospital Benchimol, así llamado en memoria de su principal impulsor, abrió sus puertas en 1904, como indicaba una placa conmemorativa (escrita en francés) colocada en su interior y donde se decía lo siguiente: 

Asilo-Hospital Benchimol. Este hospital fue fundado en 1904 por el señor Haim Benchimol, ciudadano francés, caballero de la Legión de Honor, para perpetuar la memoria de su esposa, la señora Donna Benchimol [de soltera, Donna Toledano].

Sin embargo, el camino para la creación de este hospital se había iniciado ya más de una década antes. El 21 de abril de 1889, el semanario tangerino Al-Mogreb al-Aksa informaba de que «el Jueves tuvo lugar la inauguración del nuevo Hospital que acaba de establecer la comunidad israelita en la calle de Mustafá, celebrándose la ceremonia religiosa con asistencia de gran número de concurrentes». Este primer hospital debió tener problemas financieros puesto que el mismo semanario indicaba, algunos meses después, que varios enfermos habían sido “despedidos” del centro porque eran incurables y «constituían una pesada carga que amenazaba destruir el fondo destinado a socorrer las necesidades de los pobres de la comunidad». El 10 de mayo de 1891, Al Moghreb al-Aksa publicaba la siguiente nota en su sección de Ecos y rumores: «La comunidad israelita de Tánger celebra hoy la inauguración de su nuevo Hospital, situado en una de las mejores casas de la cuesta del Marshan, junto a la puerta de la alcazaba. La rifa a beneficio del mismo tendrá lugar en el Casino del Comercio uno de estos días.» Este habría de ser el edificio definitivo.
Iniciaba así su andadura una nueva institución asistencial “moderna” en Tánger, que se unía al Hospital de la misión protestante inglesa o Tulloch Memorial Hospital (1887), al Hospital español de Tánger (1888; con un precedente en 1881) y al Hospital francés de Tánger (1892; con precedentes en 1854 y 1865). El hospital tenía como misión principal prestar asistencia benéfica a los judíos que no tuvieran recursos para pagar un médico privado, aunque también asistía a musulmanes pobres. Se venía así a completar la asistencia domiciliaria que un médico pagado por la comunidad hebrea prestaba a sus correligionarios desde hacía algunos años. Durante la epidemia de cólera que afectó a Tánger en 1895, el hospital intensificó su labor, ayudado por la suscripción que promovió el señor Jacob Laredo y a la que, según Isaac Laredo, todos los israelitas “contribuyeron solícitamente”.

## El doctor Spivakoff
El carácter moderno del nuevo hospital exigía su equipamiento con el material e instrumental más moderno y la presencia de personal médico y auxiliar adecuadamente formado. Para asegurar esto último, Benchimol se desplazó personalmente a París para reclutar un médico hebreo del Hospital Rotschild. La rama francesa de la familia Rotschild mantenía un hospital en París, algunos de cuyos médicos fueron enviados desde mediados del siglo XIX a prestar asistencia gratuita a las comunidades israelitas pobres en el Imperio Otomano, Marruecos y otros países. Según Laredo, “la Alianza [Israelita Francesa] y el mismo señor Rotschild recomendaron al joven doctor Spivakoff, que acompañaron a Tánger los señores de Benchimol, en cuya casa se hospedó los primeros días. Luego, en casa de los ilustres profesores Madame y Monsieur Israel, de grata memoria”.

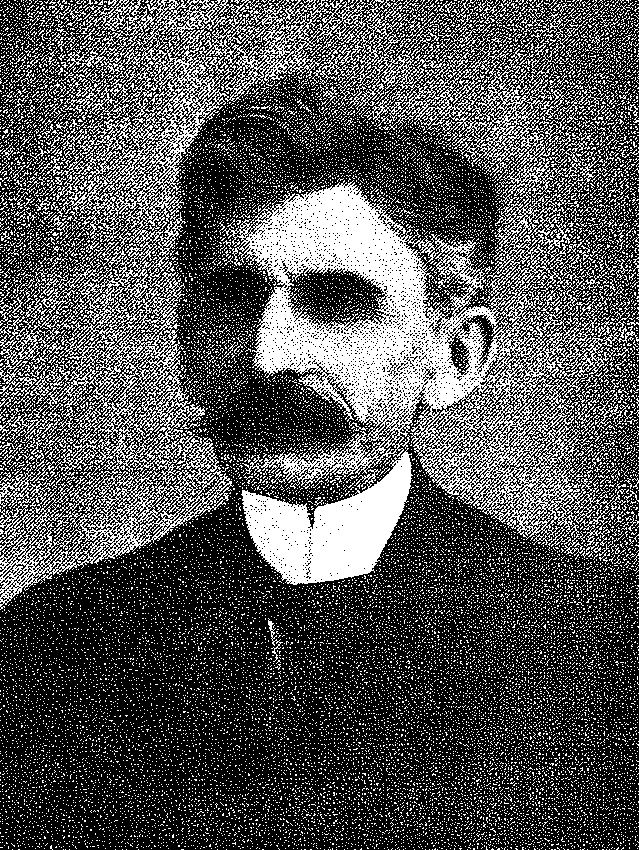

Spivakoff era un médico judío originario de Odessa, Rusia, que había emigrado a Francia siendo muy joven y que se había licenciado por la Universidad de París. Spivakoff se convirtió en el primer director del Hospital Benchimol en 1891 y ejerció el cargo al menos hasta 1915. Según Al-Mogreb al-Aksa, Spivakoff era «persona digna del aprecio general y […] a él se deben cuantas reformas se han introducido en el nuevo hospital israelita». De hecho, Spivakoff formaba parte del Comité administrativo del hospital junto con Benchimol y otros notables hebreos y, desde esa posición, “solicitó y obtuvo de buenos y generosos amigos lo que le hacía falta para el hospital. Mr. Georges Brunschwig puso a su disposición una considerable cantidad de dinero para adquirir los instrumentos quirúrgicos, estufas de desinfección, mesa de operaciones y mucha ropa de camas. La distinguida señora Dª Lisita Laredo de Beneibas regaló al hospital un armario lleno de ajuar para los recién nacidos. Otros muchos donaron al hospital objetos que se necesitaban para atender bien a los enfermos”.
Como ayudante de Spivakoff trabajó también en el hospital el médico hebreo, protegido español, Samuel Mobily Güitta. Ambos ejercían también la asistencia domiciliaria para los israelitas pobres de la ciudad. Spivakoff fue delegado ruso en la Comisión de Higiene de Tánger, creada en 1888 por el médico militar español Severo Cenarro. También trabajó como médico del nuevo Hospital francés de Tánger desde su inauguración en 1892. Permaneció ligado al mismo durante muchos años, bien como director, bien como médico honorario, bien incluso, durante la Primera Guerra Mundial, como único facultativo por la movilización del director Paul Fumey. Según Isaac Laredo, Spivakoff fue el primer médico que operó de pleuresía en Tánger, que prescribió baños de agua fría para los enfermos de tifus y digital para las pulmonías. Formó parte de la notable comunidad médica europea de Tánger de finales del siglo XIX, que incluyó, entre otros, a los españoles Felipe Ovilo Canales y Severo Cenarro, a los franceses Paul Fumey y Cabanes, al austriaco Schmidl, al alemán Kunitz o a los británicos Jefferson padre e hijo.

## El doctor Many
El doctor Many nació en Hebrón en 1881 y se licenció en medicina en la Universidad Americana de Beirut. Los conflictos derivados de las apetencias coloniales inglesas y francesas en Oriente Medio, así como las incipientes tensiones entre árabes y colonos judíos, le decidieron a emigrar, eligiendo Marruecos como país de destino. Instalado en Mogador en 1910, el doctor Many pronto fue llamado para prestar sus servicios al sultán Muley Hafid en Fez. Cuando este fue destituido por los franceses, Many terminó por instalarse en Tánger. Abrió una consulta privada, primero en el barrio de Sakkaya Jdida, después en el Marshan, no lejos del hospital francés y del Instituto Pasteur de Tánger. Además, prestó sus servicios en el Hospital Benchimol, donde sustituyó como director al doctor Spivakoff. En Tánger se casó con una joven francesa católica profesora del Lycée Saint Aulaire y tuvieron dos hijos. El doctor Many adquirió un gran prestigio y reconocimiento entre la comunidad hebrea de la ciudad. Falleció en Tánger en 1961.

## Imágenes del solar donde se ubicaba el Hospital Benchimol

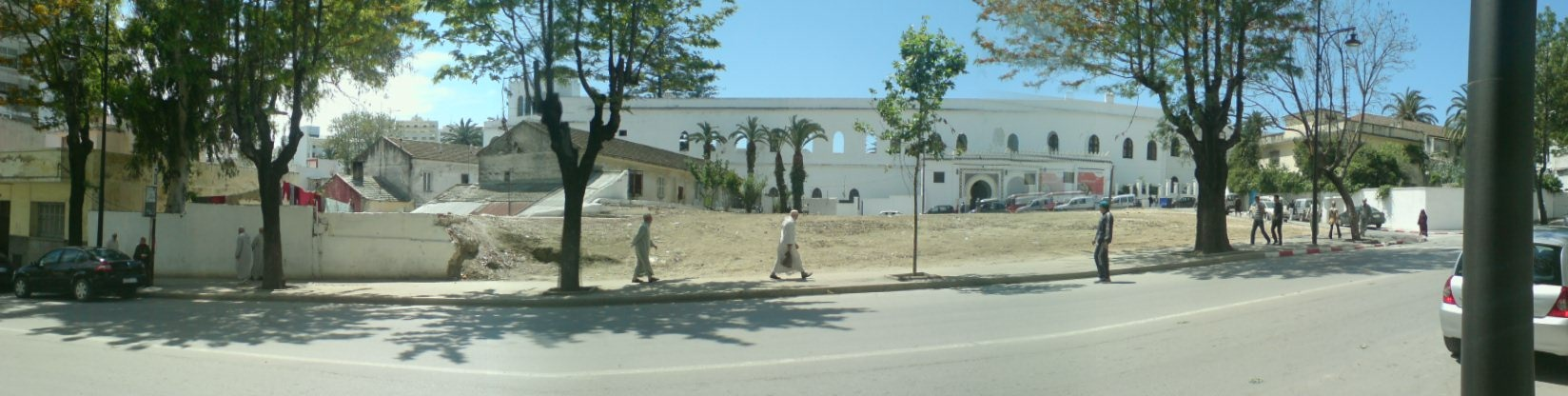
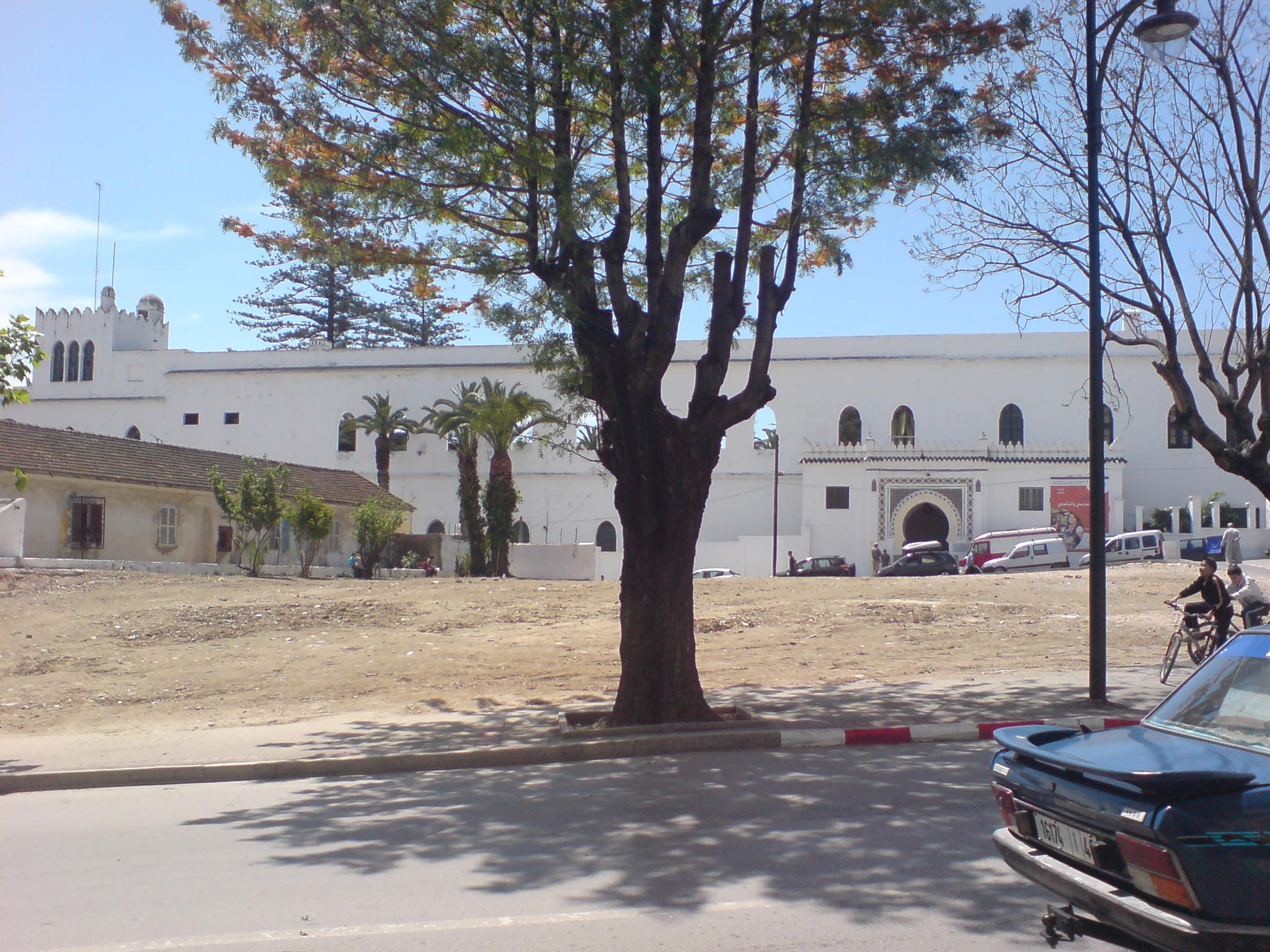

## Reacciones a la demolición
- Artículo publicado en La Depeche du Nord. 10 de abril de 2010. Y otros comentarios, fotos, etc.
- Ranbam. Asociación médica judía de España. 12 de abril de 2010. Jacobo Israel Garzón. "La demolición del hospital judío Benchimol de Tánger".
- Ralph Toledano, Arrik Delouya, Jacobo Israel Garzón, Simon Levy, Communauté Israelite de Tanger, Itamar Eichner. Abril de 2010.
- Simon Levy. Responsables de tous bords, respectez le patrimoine national ! : L'hôpital Benchimol de Tanger rasé show.php?id=2080 (enlace roto disponible en Internet Archive; véase el historial, la primera versión y la última).
- Point of no return. 21 de abril de 2010. Morocco's Oldest Jewish Hospital Demolished.